# Phare de Boatswain Point
Le phare de Boatswain Point  (en anglais : Boatswain Point Lighthouse) est un phare actif situé à l'extrémité nord-ouest de l'île Grand Cayman aux Îles Caïmans, en mer des Caraïbes.

## Histoire
La première station de signalisation maritime a été établie à la fin des années 1930. Le phare actuel est situé à Boatswain Point (ceb), la pointe nord-ouest de Grand Cayman, au bout d’une étroite péninsule à environ 16 km au nord-ouest de George Town.

## Description
Ce phare  est une tourelle pyramidale en acier à claire-voie, avec une galerie carrée et une balise de 6 m de haut. La tour est peinte en blanc. Il émet, à une hauteur focale de 27 m, un éclat blanc de 15 secondes. Sa portée est de 15 milles nautiques (environ 28 km).
Identifiant : ARLHS : CAY-003 - Amirauté : J5222 - NGA : 110-13720.

### Lien connexe
- Liste des phares des îles Caïmans